# Ryan Russell
Ryan Russell (* 2. Mai 1987 in Caroline, Alberta) ist ein kanadischer Eishockeyspieler, der zuletzt bis April 2015 bei den Leksands IF aus der Svenska Hockeyligan unter Vertrag stand. 

## Karriere
Der bevorzugt auf der Position des Centers agierende Ryan Russell spielte zunächst von 2003 bis 2007 bei den Kootenay Ice in der kanadischen Top-Juniorenliga Western Hockey League. Dort war er in seinen letzten beiden Spielzeiten, die Saisons 2005/06 und 2006/07, jeweils teamintern zweitbester Scorer. Zuvor war er beim NHL Entry Draft 2005 in der siebten Runde an insgesamt 211. Position von den New York Rangers ausgewählt worden. Insgesamt absolvierte er im Verlauf seiner Juniorenlaufbahn 296 WHL-Spiele, in denen Russell 246 Scorerpunkte erzielte. 
Da er sich mit den New York Rangers nicht auf einen Einstiegsvertrag einigen konnte, wurde der Kanadier Ende Mai 2007 zu den Montréal Canadiens transferiert. Diese setzten ihn ausschließlich bei deren AHL-Farmteam Hamilton Bulldogs und den Cincinnati Cyclones aus der ECHL ein. Im Trikot der Cincinnati Cyclones gewann der Linksschütze in der Saison 2007/08 den Kelly Cup. Anschließend verbrachte der Stürmer drei Saisons bei den Hamilton Bulldogs in der American Hockey League, mit denen er in der Endrunde zwei Mal in den Conference Finals scheiterte. 
Im Juli 2011 wurde Russell im Austausch für Michael Blunden zu den Columbus Blue Jackets transferiert. Im Verlauf der Saison 2011/12 debütierte er für die Columbus Blue Jackets in der National Hockey League und brachte es auf insgesamt 42 Einsätze in der höchsten Spielklasse Nordamerikas. Nachdem er im folgenden Jahr ausschließlich beim Farmteam Springfield Falcons in der American Hockey League eingesetzt worden war, entschied sich der Kanadier im Sommer 2013 für einen Wechsel nach Europa und schloss sich Leksands IF aus der Svenska Hockeyligan an. Im Anschluss an die Saison 2014/15 stieg er mit der Mannschaft ab und ist seit April 2015 ohne Verein.

## Erfolge und Auszeichnungen
- 2008 Kelly-Cup-Gewinn mit den Cincinnati Cyclones